# Nurieux-Volognat
Nurieux-Volognat es una comuna francesa situada en el departamento de Ain, de la región de Auvernia-Ródano-Alpes.

## Historia
Creada el 1 de enero de 1973 por fusión de Mornay y Volognat. El ayuntamiento se encuentra sobre el antiguo límite entre ambas. Mornay fue desde la Revolución hasta 1927 cabecera de cantón. Pero el núcleo de Nurieux fue creciendo en importancia por su actividad económica (estación de ferrocarril, central eléctrica) de forma que tras la fusión fue este nombre el que quedó, relegando Mornay al olvido.

## Demografía
| 803 | 716 | 883 | 1006 | 846 | 831 | 799 | 912 | 835 | 786 | 728 | 689 | 681 | 625 | 601 | 612 | 604 | 580 | 577 | 520 | 503 | 457 | 508 | 480 | 451 | 432 | 468 | 466 | 500 | 567 | 656 | 856 | 952 | 1 076 | 1 028 |
| Para los censos de 1962 a 1999 la población legal corresponde a la población sin duplicidades (Fuente: INSEE [Consultar]) |     |     |      |     |     |     |     |     |     |     |     |     |     |     |     |     |     |     |     |     |     |     |     |     |     |     |     |     |     |     |     |     |       |       |

## Lugares y monumentos
- Capilla de Mornay (siglo XI).
- Castillo de Volognat

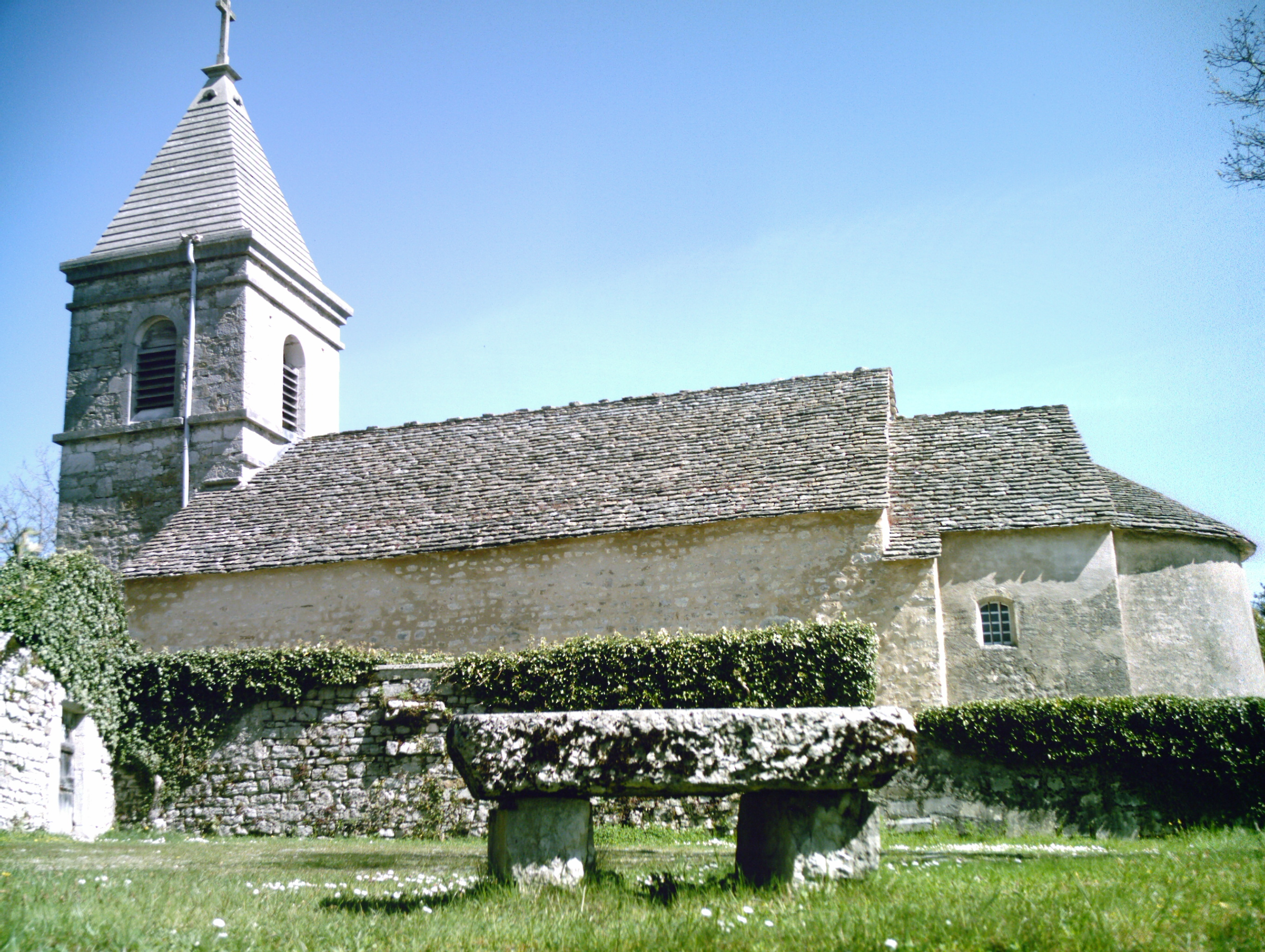
Capilla de Mornay
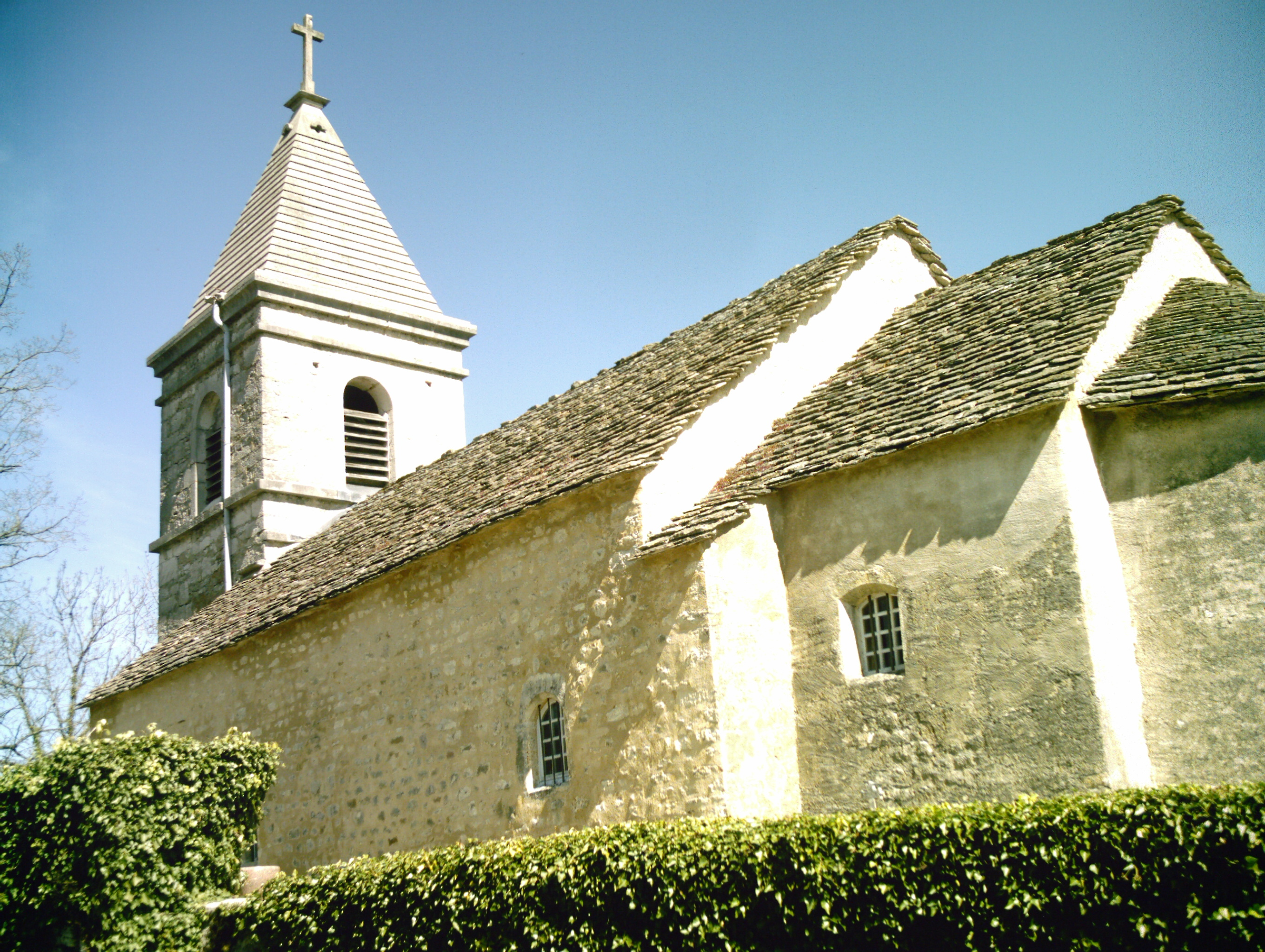
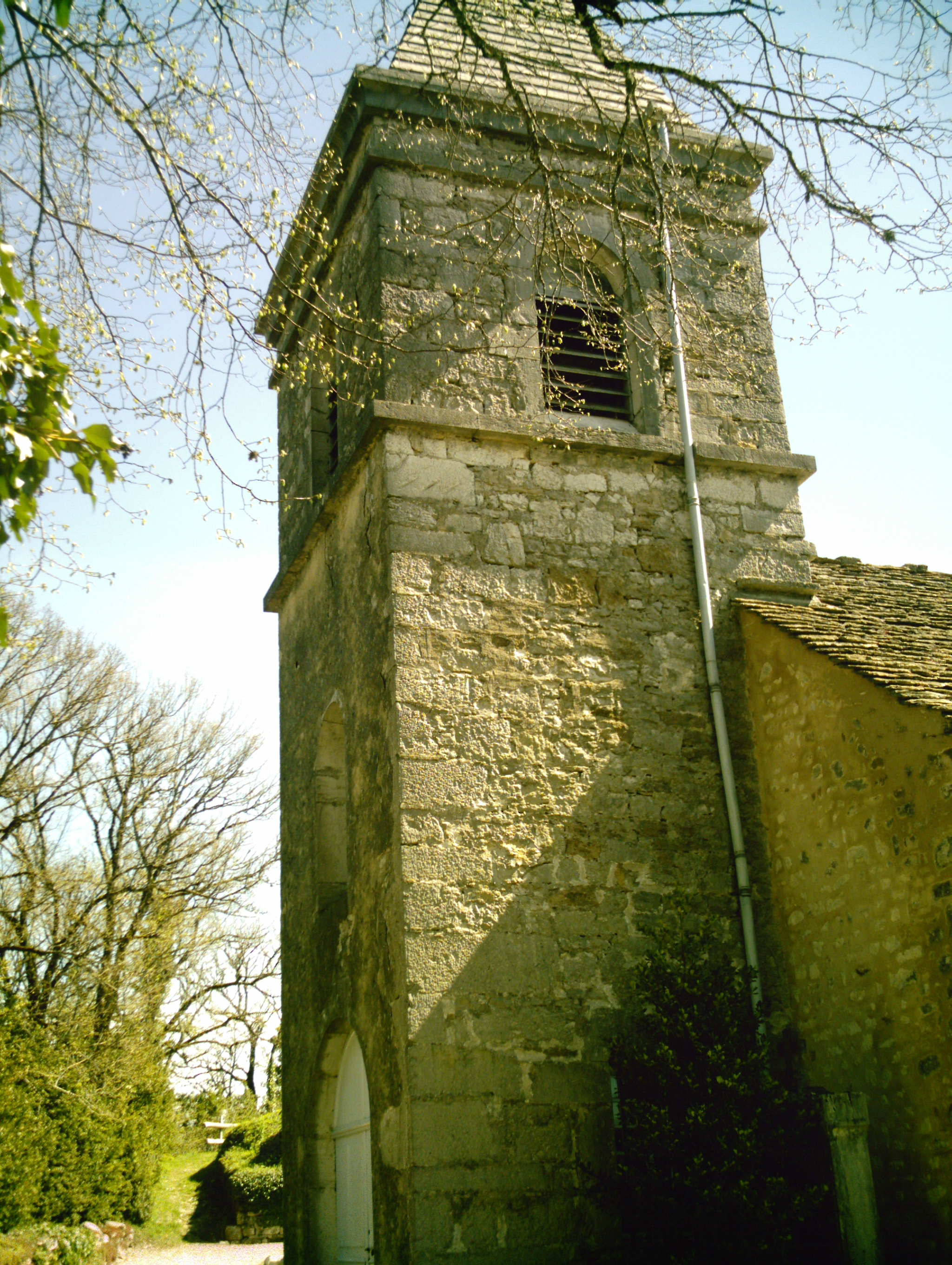
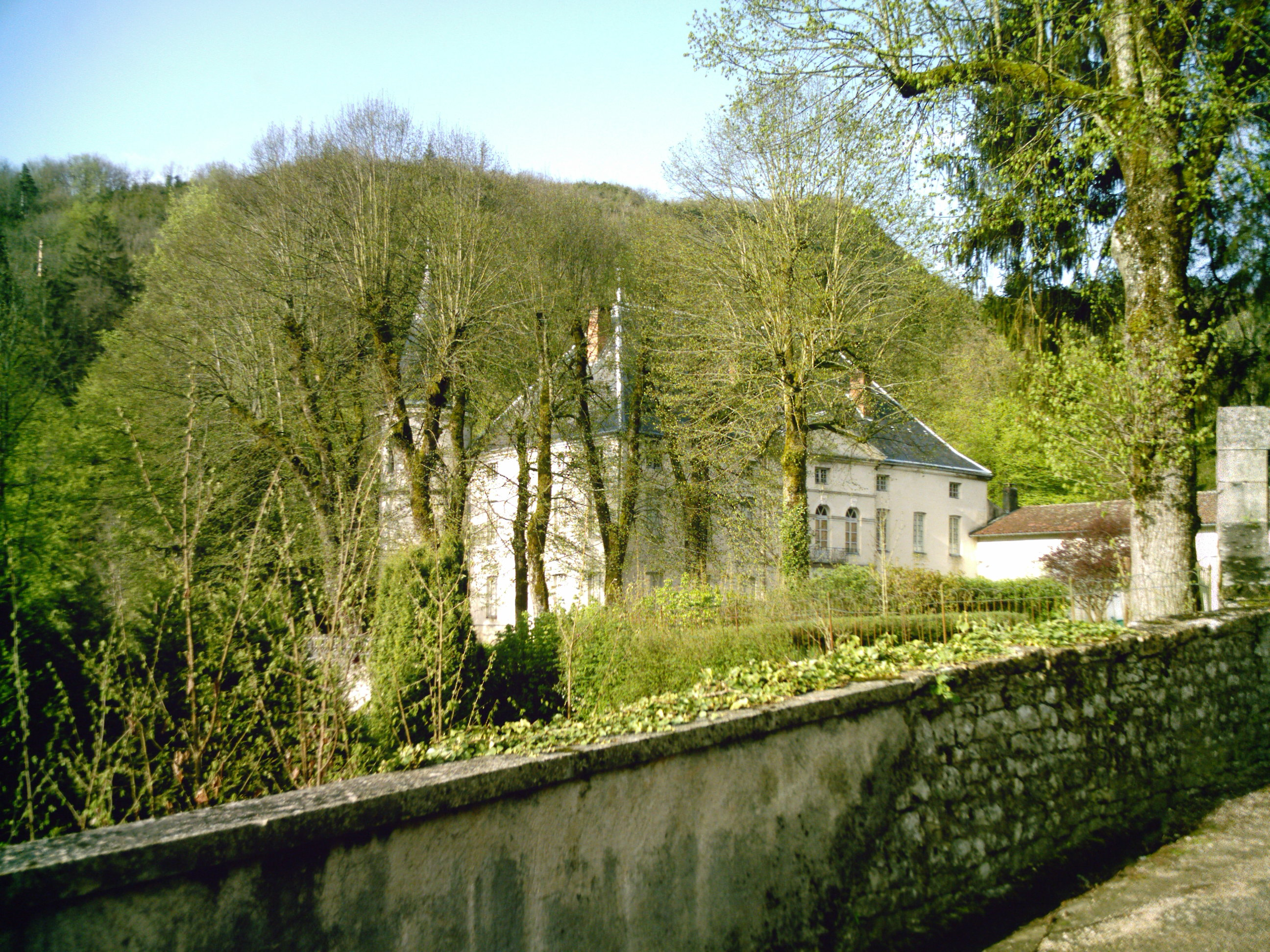
Castillo de Volognat